# Multi-Role Combat Vessel
Multi-Role Combat Vessel (MRCV) je třída víceúčelových bojových lodí singapurského námořnictva. Celkem bylo objednáno šest jednotek této třídy. Ve službě nahradí korvety třídy Victory. Jejich stavba začala roku 2024. Dokončení prototypové jednotky je plánováno na rok 2028.

## Stavba
Dne 27. března 2023 singapurské ministerstvo obrany oznámilo, že singapurská společnost ST Engineering Marine získala zakázku na stavbu šesti plavidel MRCV. Program probíhá pod dohledem singapurského zbrojního výzkumného úřadu Defence Science and Technology Agency (DSTA). Základní návrh plavidel vytvořila švédská loděnice Saab Kockums ve spolupráci s dánskou konstrukční firmou Odense Maritime Technology (OMT). Spolupráce DSTA, koncernu Saab a společnosti ST Engineering Marine byla vyzkoušena už u hlídkových lodí třídy Independence. Obě společnosti původně zpracovaly své vlastní návrhy plavidla, přičemž návrh OMT vycházel z dánských fregat tříd Absalon a Iver Huitfeldt. Následně se obě společnosti dohodly na vytvoření společného návrhu kombinujícího vybrané prvky z obou původních projektů. Dohodly se též, že v programu budou rovnocennými partnery, přestože formálně je OMT subdodavatelem hlavního kontraktora Saab Kockums.
Slavnostní první řezání oceli na prototypové plavidlo MRCV proběhlo 8. března 2024. Kýl prototypu byl založen 22. října 2024.
Jednotky typu MRCV:
| Jméno | První řezání oceli | Založení kýlu  | Spuštěna na vodu | Uvedena do služby | Poznámka  |
| ----- | ------------------ | -------------- | ---------------- | ----------------- | --------- |
|       | 8. března 2024     | 22. října 2024 |                  |                   | ve stavbě |
|       | 24. dubna 2025     |                |                  |                   | ve stavbě |
|       |                    |                |                  |                   | objednána |
|       |                    |                |                  |                   | objednána |
|       |                    |                |                  |                   | objednána |
|       |                    |                |                  |                   | objednána |

## Konstrukce
Koncepčně MRCV představují mateřské lodě vzdušných, hladinových a podvodních řízených prostředků a dronů. Mimo jiné budou vybaveny hladinovými bezpilotními prostředky VENUS od ST Engineering Marine, které mají i minolovnou schopnost. Vysoká míra automatizace umožní redukci posádky na přibližně osmdesát osob. Plavidla budou údajně vybavena multifunkčním radarem SeaFire od společnosti Thales Group, elektronickým systémem PASEO XLR a vrhači klamných cílů NGDS (New Generation Dagaie System) od společnosti Safran.
Předpokládanou výzbroj tvoří 76mm kanón OTO Melara Super Rapid s kitem STRALES, kulomety 12,7mm ve zbraňových stanicích Hitrole, vertikální vypouštěcí sila s protiletadlovými řízenými střelami VL MICA NG a Aster B1 NT, protilodní střely Blue Spear a 324mm torpédomety (torpěda buď MU90 Impact, nebo A244S Mod.3). Plavidla budou mít integrovaný pohonný systém od společnosti GE Vernova.